# Riaillé
Riaillé [ʁjaje] (bretonisch: Rialeg) ist eine französische Gemeinde mit 2.358 Einwohnern (Stand: 1. Januar 2022) im Département Loire-Atlantique in der Region Pays de la Loire. Riaillé gehört zum Arrondissement Châteaubriant-Ancenis und zum Kanton Nort-sur-Erdre. Die Einwohner werden Riailléens genannt.

## Geografie
Riaillé liegt etwa 35 Kilometer nordnordöstlich von Nantes an der Erdre und ihrem Zufluss Vallée. Umgeben wird Riaillé von den Nachbargemeinden Grand-Auverné im Norden, Vallons-de-l’Erdre im Osten und Nordosten, Pannecé im Südosten, Teillé im Süden, Trans-sur-Erdre im Südwesten, Joué-sur-Erdre im Westen sowie La Meilleraye-de-Bretagne im Nordwesten.

## Bevölkerungsentwicklung
| Jahr                       | 1962 | 1968 | 1975 | 1982 | 1990 | 1999 | 2006 | 2017 |
| Einwohner                  | 1720 | 1739 | 1677 | 1655 | 1735 | 1722 | 1898 | 2333 |
| Quellen: Cassini und INSEE |      |      |      |      |      |      |      |      |

## Sehenswürdigkeiten
- Kirche Notre-Dame-de-l’Assomption

## Persönlichkeiten
- Franck Gilard (* 1950), Politiker (UMP)